# Las aventuras de Tintín: el secreto del unicornio
Las aventuras de Tintín: El secreto del unicornio es una película estadounidense de animación en 3D del 2011, basada en tres cómics del dibujante belga Hergé. Steven Spielberg dirigió la película protagonizada por Jamie Bell, Andy Serkis, Daniel Craig, Simon Pegg y Nick Frost.  Producida por Peter Jackson y escrita por Steven Moffat, Edgar Wright y Joe Cornish, cuenta con el argumento de tres cómics protagonizados por Tintín: El secreto del Unicornio (1943), El cangrejo de las pinzas de oro (1941) y El tesoro de Rackham el Rojo (1944), aunque no es fiel a dichos argumentos.  La cinta narra las aventuras del intrépido periodista Tintín, quien junto a su inseparable Milú y al Capitán Haddock se ven involucrados en la búsqueda de un barco hundido conocido como "El Unicornio", el cual guarda el secreto de un gran tesoro, así como una supuesta maldición.
La idea de desarrollar una nueva versión cinematográfica de Las aventuras de Tintín inició en 1981 cuando Steven Spielberg contactó con Hergé, después de despertar su curiosidad por el personaje de Tintín. Spielberg adquirió los derechos para realizar una película en 1983, fecha desde la cual planeaba realizar una trilogía cinematográfica sobre el personaje.
El filme fue elaborado utilizando la técnica de captura de movimiento; es decir, que los actores interpretaron no solo las voces, sino también los movimientos y gesticulaciones de sus personajes; además se cuenta como la primera cinta animada realizada por Steven Spielberg.

## Argumento
Tintín (Jamie Bell), un joven reportero, está paseando junto a su perro Milú por un mercado al aire libre en una de las calles de Bruselas cuando encuentra la maqueta de un barco de tres mástiles, el Unicornio, el cual compra. Sin embargo, justo después de hacer la compra, es interrumpido por Barnaby (Joe Starr) que le ruega comprarle el barco a Tintín aunque este se niega, entonces Barnaby le advierte que no compre el barco. Justo luego, aparece Ivan Ivanovich Sakharine (Daniel Craig), quien mira a Tintín con el barco en mano y le intenta comprar la maqueta, y como se niega, le mira con intenciones de robárselo. Tintín lleva el barco a casa, y este se cae y se rompe durante una pelea entre Milú y el gato de un vecino. Sin embargo, un rollo de pergamino sale del mástil roto, y Milú lo ve, pero no es capaz de alertar a Tintín antes de que los dos salgan otra vez. Cuando vuelven, Tintín descubre que alguien le ha robado el Unicornio. Mientras, los detectives Hernández y Fernández (Nick Frost y Simon Pegg) están tras la pista de un habilidoso carterista llamado Arístides Silk (Toby Jones). 
Tintín decide visitar a Sakharine en el castillo de Moulinsart, acusándole de haberle robado el barco, y encuentra otra maqueta del Unicornio idéntica, pero está intacta: resulta que hay dos maquetas. Cuando vuelven a casa de nuevo, se encuentra con que su apartamento fue allanado. Sin embargo, Milú le señala el rollo de pergamino que cayó antes del barco, y Tintín, tras leer en el pergamino un antiguo mensaje y varios números, lo guarda en su billetera. Hasta que Barnaby visita el apartamento de Tintín y le advierte que su vida está en riesgo, y justo después de que Barnaby le dijera quienes querían matarle, le disparan por la espalda, pero antes de desvanecerse, le da un mensaje en un periódico. Hernández y Fernández aparecen el día siguiente, investigando el incidente cuando Tintín descubre el mensaje en el periódico que Barnaby le intentó transmitir, le aparece Karaboudjan. Luego, los detectives se retiran a seguir investigando hasta que  Silk aparece y les intenta robar las billeteras. Fallando robar la de los detectives, logra robar la de Tintín, donde estaba el pergamino. Hernández y Fernández toman su camino y seguirán con la investigación mientras Tintín vuelve a su apartamento hasta que aparece Allan (Daniel Mays), le secuestran y le llevan al buque mercante que descifró: SS Karaboudjan. Milú persigue el auto donde llevan a Tintín e ingresa al Karaboudjan.
Con la ayuda de Milú, Tintín escapa, y conoce al capitán del barco, Archibaldo Haddock (Andy Serkis), que permanece encerrado en su camarote y constantemente borracho gracias al whisky que le trae el primer oficial Allan (Daniel Mays), que se ha aliado con Sakharine y liderado un motín para hacerse con el control del barco. Tintín, Milú y Haddock escapan del barco en un bote salvavidas, pero Sakharine (que viaja a bordo del barco) ordena que los maten, primero con una infructuosa embestida que destruye un bote vacío y después mandando un hidroavión, el cual Tintín consigue tomar para poder llegar hasta el cercano puerto marroquí (ficticio) de Bagghar, pero se estrellan en el desierto por falta de combustible.
Deshidratado por el calor y sufriendo por la falta de alcohol, Haddock sufre alucinaciones, y comienza a recordar la historia de su antepasado, Sir Francisco de Hadoque, capitán del navío Unicornio en el siglo XVII. Durante un viaje en el que el barco estaba cargado de tesoros, su nave fue atacada por el barco pirata del temido Rackham el Rojo: tras una batalla feroz y la rendición final, Sir Francisco decidió hundir el Unicornio, con toda la tripulación pirata (ya que la suya había fallecido en la lucha anterior y habían sido lanzados al océano infestado de Tiburones) en ella, y pudo retornar tiempo después a Europa. Una vez de vuelta, hizo crear tres modelos del Unicornio, en cada uno de los cuales escondió un pergamino: quien posea los tres, podrá descubrir la ubicación del hundido Unicornio y encontrar su tesoro. Tintín, Haddock y Milú son rescatados por una patrulla de la Legión Extranjera Francesa, que los lleva hasta Bagghar.
Casualmente, el tercer modelo de la nave está en Bagghar, en posesión del jeque Omar Ben Salaad (Gad Elmaleh), protegido por una caja de cristal a prueba de balas. Sakharine también está allí, bajo el falso nombre de Additif, tras haber convencido a la famosa diva Bianca Castafiore (Kim Stengel) para que dé un concierto para el jeque: su penetrante voz es suficientemente aguda para romper el cristal, lo cual permite al halcón entrenado de Sakharine robar el barco para que su amo obtenga el tercer pergamino. Tintín, Haddock y Milú persiguen a Sakharine y al halcón por todo Bagghar hasta el puerto, donde Sakharine fuerza a Tintín a dejar los pergaminos para salvar a Haddock y Milú de morir ahogados. En mitad de la distracción, Sakharine huye con los pergaminos. Tintín se siente derrotado, pero Haddock consigue animarlo de nuevo al hacerle ver cómo sus experiencias lo han cambiado, y le dan a Tintín la idea que necesita para encontrar al Karaboudjan. 
De vuelta en París, Sakharine se encuentra con un recibimiento policial en el muelle, después de que Tintín los alertara. Sakharine se revela a Haddock como el descendiente directo de Rackham el Rojo, recordando la amenaza que Rackham profirió contra Sir Francisco de Haddock de que volverían a encontrarse. Los dos reanudan la lucha que iniciaron sus antepasados, primero usando grúas de muelle y después espadas, hasta que Haddock resulta victorioso y Tintín recupera los pergaminos, mientras que Sakharine es arrestado.
Con los tres pergaminos en su poder, Tintín y Haddock se dirigen al lugar que indican las coordenadas: Moulinsart, que había sido construido originalmente por Sir Francisco, y donde Haddock había vivido de niño antes de que su abuelo perdiera la propiedad. Haddock se da cuenta de que el sótano debería ser más grande, y entre Tintín y él consiguen acceder a una parte oculta de éste, donde los dos encuentran parte del tesoro dentro de un globo terráqueo (que en realidad era lo más que pudo conseguir Sir Francisco con el sombrero cuando el unicornio explotó) y otro indicio que contiene la ubicación real del Unicornio. La película termina con los dos hombres acordando seguir en su búsqueda del naufragio.

## Reparto
| Personaje                                   | Actor                   | Descripción |
| ------------------------------------------- | ----------------------- | --- |
| Tintín                                      | Jamie Bell              | |
| Capitán Haddock / Francisco de Hadoque      | Andy Serkis             | |
| Hernández y Fernández                       | Simon Pegg y Nick Frost | |
| Ivan Ivanovitch Sakharine / Rackham el Rojo | Daniel Craig            | |
| Néstor / Asistente de Francisco de Hadoque  | Toby Jones              | El actor que interpreta a uno de los villanos colaboró con Spielberg en Historia de un crimen (2006). |
| Allan Thompson                              | Daniel Mays             | Contramaestre del capitán Haddock en el barco Karaboudjan. Supuestamente está a sus órdenes y es quien manda nominalmente en el buque, pero Allan consigue mantenerlo anulado y bajo control gracias al whisky. Lo que Allan planea es utilizar el barco para traficar con opio, sin que Haddock se entere. |
| Bianca Castafiore                           | Kim Stengel             | |
| Omar Ben Salaad                             | Gad Elmaleh             | El actor marroquí ha actuado en El juego de los idiotas (2006) y en Midnight in Paris (2011). |
| Ernie                                       | Mackenzie Crook         | El actor británico interpretó, en las tres primeras películas de Piratas del Caribe, al patoso pirata Ragetti. |
| Sra. Finch                                  | Sonje Fortag            | |
| Sr. Crabtree                                | Enn Reitel              | |
| Teniente Delcourt                           | Tony Curran             | |
| Pedro                                       | Sebastian Roché         | |
| Afgar Outpost Soldier                       | Mark Ivanir             | |
| Copiloto                                    | Phillip Rhys            | |
| Barnaby Dawes                               | Joe Starr               | |
| Artista del mercado                         | Ian Bonar               | Cameo del fallecido autor de Tintín, Hergé. |

Doblaje
| Personaje                  | Actor original | Actor de doblaje    | Actor de doblaje      |
| -------------------------- | -------------- | ------------------- | --------------------- |
| Tintin                     | Jamie Bell     | Ivan Labanda        | Miguel Ángel Leal     |
| Capitán Archibaldo Haddock | Andy Serkis    | Jordi Boixaderas    | German Fabregat       |
| Ivan Ivanovitch Sakarine   | Daniel Craig   | Juan Carlos Gustems | Carlos Segundo Bravo  |
| Detective Hernández        | Simon Pegg     | Aleix Estadella     | Luis Alfonso Mendoza  |
| Detective Fernández        | Nick Frost     | Carlos Di Blasi     | Ricardo Mendoza       |
| Allan Thompson             | Daniel Mays    | Alfonso Vallés      | Sergio Guiterrez Goto |
| Sr. Celestino Panza        | Toby Jones     | Pep Sais            | Jamie Vega            |
| Barnaby Dawes              | Joe Starr      | Domenech Farell     | Octavio Rojas         |
| Francisco de Haddock       | Andy Serkis    | Jordi Boixaderas    | German Fabregat       |
| Rackham el Rojo            | Daniel Craig   | Juan Carlos Gustems | Carlos Segundo Bravo  |
| Bianca Castafiore          | Kim Stengel    | Montse Miralles     | Ángela Villanueva     |

## Desarrollo
El director adquirió los derechos de Tintín después de la muerte de Hergé en 1983 y los volvió adquirir en 2002. El rodaje debía iniciarse en octubre de 2008 y la película iba a ser estrenada en 2009 o 2010. Fue escrita por Steven Moffat, Edgar Wright y Joe Cornish. Se retrasó a 2011 después de que Universal optara por no producir la película con Paramount, quien proporcionó treinta millones de dólares para la preproducción. Sony optó por coproducir la película. El retraso dio lugar a que Thomas Brodie-Sangster, quien había sido elegido como Tintín, abandonara el proyecto. El productor Peter Jackson, cuya compañía, Weta Digital, es quien proporciona la animación digital, tiene la intención de dirigir una secuela. Spielberg y Jackson también tienen la esperanza de codirigir una tercera película.
Spielberg ha sido un ávido seguidor de Las aventuras de Tintín, que descubrió en 1981 cuando un artículo comparó Raiders of the Lost Ark con Tintín. Su secretario le compró las ediciones en francés de cada libro. La barrera lingüística no impidió que Spielberg lo entendiera y de inmediato se enamoró de su arte. Mientras tanto, el creador del cómic, Hergé, que odiaba a las anteriores versiones cinematográficas de acción en vivo y los dibujos animados, se convirtió en un fan de Spielberg. Michael Farr, autor de Tintín: Complet Companion, recordó que Hergé "pensaba que Spielberg era la única persona que podría hacer justicia a Tintín". Spielberg y su socia productora Kathleen Kennedy de Amblin Entertainment tenían previsto reunirse con Hergé en 1983, durante el rodaje de Indiana Jones and the Temple of Doom en Londres. Hergé murió esa semana, pero su viuda decidió darles los derechos. Una opción a lo largo de tres años para rodar el cómic que finalizó en 1984, con Universal como distribuidor. 
Spielberg encargó a la escritora del guion de E.T., el extraterrestre (1982), Melissa Mathison, una película donde Tintín combatía a los cazadores de marfil en África. Spielberg vio a Tintín como un "Indiana Jones para niños" y quiso que Jack Nicholson interpretara a Haddock. Insatisfecho con el guion, Spielberg continuó con la producción de Indiana Jones y la última cruzada (1989). Los derechos fueron devueltos a la Fundación Hergé. Claude Berri y Roman Polanski se interesaron por los derechos de rodaje, mientras que Warner Bros. negoció larga y duramente por los derechos, pero no podía garantizar la "integridad creativa" que la Fundación encontraba en Spielberg. En 2001, Spielberg reveló su interés en representar Tintín con animación por ordenador. En noviembre de 2002, su estudio DreamWorks restableció la opción de rodaje de la serie. Spielberg dijo que sólo produciría la película. En 2004, la revista francesa Capital informó de la intención de Spielberg de hacer una trilogía basada en El secreto del Unicornio y El tesoro de Rackham el Rojo, Las siete bolas de cristal y El templo del Sol, y El loto azul y Tintín en el Tíbet (que no son una sola historia, pero en ambas aparece el personaje de Chang Chong-Chen).
Mientras tanto, Peter Jackson, quien había estado durante mucho tiempo fascinado con el cine en 3-D, quedó impresionado por los avances recientes en el formato. Spielberg y Jackson se pusieron de acuerdo en que una adaptación de acción en vivo no haría justicia a los libros de historietas y que la animación sería la mejor manera de representar el mundo de Tintín. Una semana de rodaje tuvo lugar en noviembre de 2006 en Playa Vista, Los Ángeles, California, en el escenario donde filmaron Avatar de James Cameron. Serkis había ya sido elegido para el papel mientras que Jackson tomó el rol de Tintín. Cameron estuvo presente durante el rodaje. Weta Digital  produjo una prueba de veinte minutos para demostrar la representación de los personajes. 
La colaboración se anunció en mayo de 2007, pero los cineastas tuvieron que terminar las películas en las que estaban trabajando (Spielberg estaba rodando Indiana Jones y el reino de la calavera de cristal, que estaba prevista para mayo de 2008, y Jackson estaba planeando The Lovely Bones para octubre de 2009). En octubre de 2007, Steven Moffat anunció que había aceptado escribir guiones para las dos películas de Tintín. Moffat dijo que Spielberg había insistido en que aceptara la oferta de escribir las películas, y le prometió no interferir con su escrito. Moffat terminó el primer guion, pero no pudo completar el segundo a causa de la huelga de guionista de 2007-2008. Luego se convirtió en productor ejecutivo de Doctor Who, que Spielberg y Jackson (el último de los cuales es un fan de la serie) que le permita salir y cumplir su deber de la serie. Edgar Wright y Joe Cornish reescribieron el guion.

## Recepción

### Crítica
De acuerdo al sitio Tomatazos (la versión de Rotten Tomatoes en Latinoamérica), la película tiene una calificación de 74% junto a un Certificado de Frescura.

## Secuela
En una entrevista a Steven Spielberg en Times of India en la que ha arrojado la luz al estreno de la segunda adaptación de Las aventuras de Tintín. El ganador de dos Oscars al mejor director asegura que:

Peter Jackson será el director de la siguiente entrega, yo estaré produciendo. Tenemos un guion y vamos  iniciar la captura de movimiento probablemente a finales de año. No puedo asegurarlo, pero esperamos que la película salga en las navidades de 2015. Sabemos en qué libros se basará la historia, aunque no puedo revelarlo de momento. Estamos combinando dos libros que Herge siempre tuvo la intención de combinar.

 Es probable que Jamie Bell, Andy Serkis, Nick Frost y Simon Pegg retomen sus personajes de Tintín, Capitán Haddock, Hernández y Fernández, respectivamente.
La segunda entrega llevará como título Las Aventuras de Tintín: Prisioneros del Sol, cuya fecha de estreno aún está por determinarse.

## Premios
Premios Óscar
| Año  | Categoría          | Resultado |
| ---- | ------------------ | --------- |
| 2011 | Mejor banda sonora | Candidata |

Globos de Oro
| Año  | Categoría                   | Resultado |
| ---- | --------------------------- | --------- |
| 2011 | Mejor película de animación | Ganadora  |

Premios BAFTA
| Año  | Categoría                   | Resultado |
| ---- | --------------------------- | --------- |
| 2011 | Mejor película de animación | Candidata |
| 2011 | Mejores efectos visuales    | Candidata |